# Resultados do Carnaval de Macapá
Resultados do Carnaval de Macapá

## 2008

### Grupo Especial
| Colocação | Escola              | Estandartes | Ref.  |
| --------- | ------------------- | ----------- | ----- |
| 1.º       | Império do Povo     | 5           | [ 1 ] |
| 2.º       | Boêmios do Laguinho | 3           | [ 1 ] |
| 3.º       | Piratas da Batucada | 2           | [ 1 ] |

### Grupo de acesso
| Colocação | Escola              | Estandartes | Ref.  |
| --------- | ------------------- | ----------- | ----- |
| 1.º       | Solidariedade       | 6           | [ 1 ] |
| 2º        | Jardim Felicidade   | 3           | [ 1 ] |
| 3.º       | Unidos do Buritizal | 1           | [ 1 ] |

## 2009

### Grupo Especial
| Colocação | Escola              | Pontos | Ref.  |
| --------- | ------------------- | ------ | ----- |
| 1.º       | Piratas da Batucada | 178,3  | [ 2 ] |
| 2.º       | Maracatu da Favela  | 178    | [ 2 ] |

### Grupo de acesso
| Colocação | Escola            | Ref.  |
| --------- | ----------------- | ----- |
| 1.º       | Jardim Felicidade | [ 2 ] |

## 2020

### Grupo Especial
| Colocação | Escola              | Pontos | Ref.  |
| --------- | ------------------- | ------ | ----- |
| 1.º       | Piratas da Batucada | 269,4  | [ 3 ] |
| 2.º       | Maracatu da Favela  | 268,4  | [ 3 ] |
| 3.º       | Piratas Estilizados | 268,2  | [ 3 ] |
| 4.º       | Boêmios do Laguinho | 268,1  | [ 3 ] |
| 5.º       | Unidos do Buritizal | 267,8  | [ 3 ] |
| 6.º       | Solidariedade       | 265    | [ 3 ] |

### Grupo de acesso
| Colocação | Escola                | Pontos | Nota      | Ref.  |
| --------- | --------------------- | ------ | --------- | ----- |
| 1.º       | Emissários da Cegonha | 268    | Promovida | [ 4 ] |
| 2.º       | Império da Zona Norte | 267    |           | [ 4 ] |
| 3.º       | Império do Povo       | 267    |           | [ 4 ] |
| 4.º       | Embaixada de Samba    | 265    |           | [ 4 ] |